# Bernhard Heiliger
Bernhard Heiliger (Stettin, 11 november 1915 – Berlijn, 25 oktober 1995) was een Duitse beeldhouwer.

## Leven en werk
Na een basisopleiding als beeldhouwer aan de Stettiner Werkschule für Gestaltende Arbeiten, studeerde Heiliger van 1938 tot 1941 aan de Staatliche Hochschule für bildende Künste in Berlijn bij de beeldhouwers Arno Breker en Richard Scheibe. Breker had Heiliger uit militaire dienst kunnen houden en hem gesteund waar hij maar kon. In 1939 verbleef Heiliger in Parijs, waar hij Aristide Maillol ontmoette en het werk van de beeldhouwers Auguste Rodin en Constantin Brâncuşi bestudeerde. 

Van 1947 tot 1949 doceerde Heiliger aan de Hochschule für angewandte Kunst in Berlijn-Weißensee. In 1949 volgde zijn benoeming aan de Hochschule für Bildende Künste, eveneens in Berlijn. Bernhard Heiliger vertegenwoordigde in 1956 Duitsland bij de Biënnale van Venetië en was drie maal deelnemer aan de documenta in Kassel, te weten in 1955 (1), 1959 (II) en 1964 (III). 
 Heiliger overleed in 1995 en ligt begraven op het Berlijnse kerkhof Friedhof Dahlem. In 1996 werd de Bernhard-Heiliger-Stiftung opgericht.
Heiliger is zowel bekend geworden door zijn kleinere beeldhouwwerk en bustes van bekende personen (Theodor Heuss, Ludwig Erhard, Ernst Reuter, Boris Blacher en Alexander Camaro), als door zijn grotere, vaak ook meer abstracte werken in de openbare ruimte. In hun esthetiek doen zijn vroege werken vaak denken aan de sculpturen van de Engelse beeldhouwer Henry Moore.

## Werken (selectie)
- Max Planck (1948/1949), Humboldt Universiteit Berlijn in Berlijn
- Zwei Figuren in Beziehung (In betrekking staande figuren) (1954), Openluchtmuseum voor beeldhouwkunst Middelheim in Antwerpen
- Vegetabele Plastik (1955), Altonaer Straße in Berlin-Hansaviertel
- Fährmann (1956), Dieter-Rose-Brücke in Esslingen am Neckar
- Nike (1956), Collectie Skulpturenmuseum Glaskasten in Marl
- Figurenbaum (1957/58), Kanzlerbungalow in Bonn
- Die fünf Erdteile (1961), Kiel
- Traum IV (1961)[1], Universiteit Karlsruhe in Karlsruhe
- Die Flamme (1962/1963), Ernst-Reuter-Platz in Berlijn
- Großer Phoenix III (1966/1992), Unter den Linden, Zollernhof in Berlijn
- Drei vertikale Motive (1966/1967), Neue Nationalgalerie/Kulturforum Skulpturen in Berlijn
- Montana I (1968/69), Villa Hammerschmidt in Bonn en Landesbibliothek in Stuttgart
- Zeichen 74 (1974), Tucherpark in München
- Orbit I (1978/1983), Berlinische Galerie in Berlijn (in 2008 als bruikleen te zien in Klinikum Friedrichshain)
- Auge der Nemesis (1979/1980), Kurfürstendamm in Berlijn
- Deus ex Machina (1985), Skulpturenmeile Hannover in Hannover
- Echo I und II (1987), Neue Nationalgalerie/Kulturforum Skulpturen in Berlijn
- Tor der Kugel (1988/89), Bernard Heiliger Stiftung in Berlijn
- Ulmer Tor (1989), beeldenroute Kunstpfad Universität Ulm in Ulm
- Solarica Y (1989), Skulpturenpark Heidelberg in Heidelberg (geplaatst in 1993)[2]
- Großer Bogen (1991), voormalig raadhuis in Szczecin (Polen)

## Enkele tentoonstellingen
- 1995 Bernhard Heiliger Retrospektive, Kunst- und Ausstellungshalle der Bundesrepublik Deutschland, Bonn
- 1998 Retrospektive, Nationalmuseum, Szczecin, (Polen)
- 2001 Bernhard Heiliger – Die Köpfe, Georg-Kolbe-Museum, Berlijn
- 2005 Bernhard Heiliger 1915–1995: Kosmos eines Bildhauers, Martin-Gropius-Bau, Berlijn

## Fotogalerij

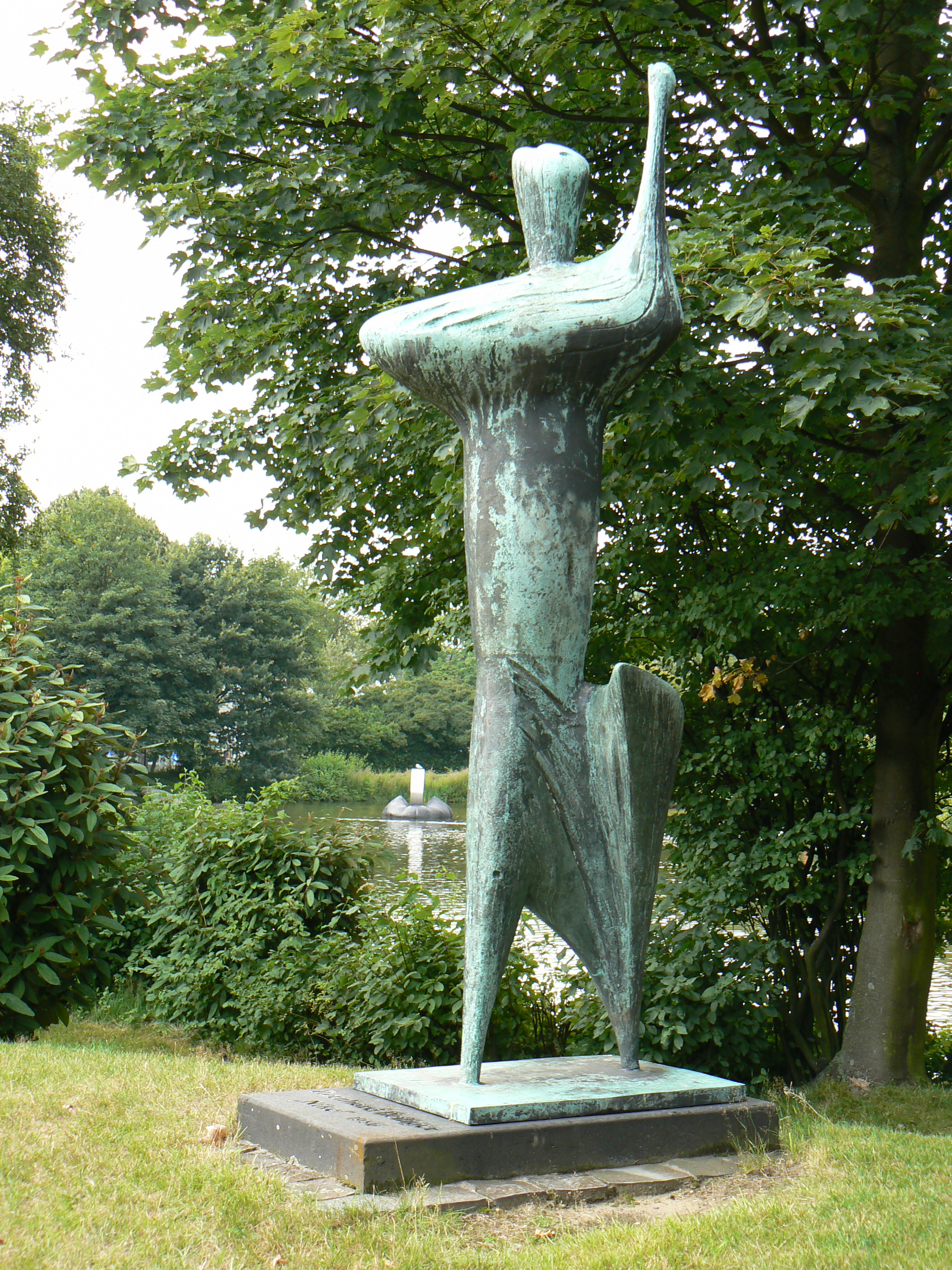
Nike (1956), Marl
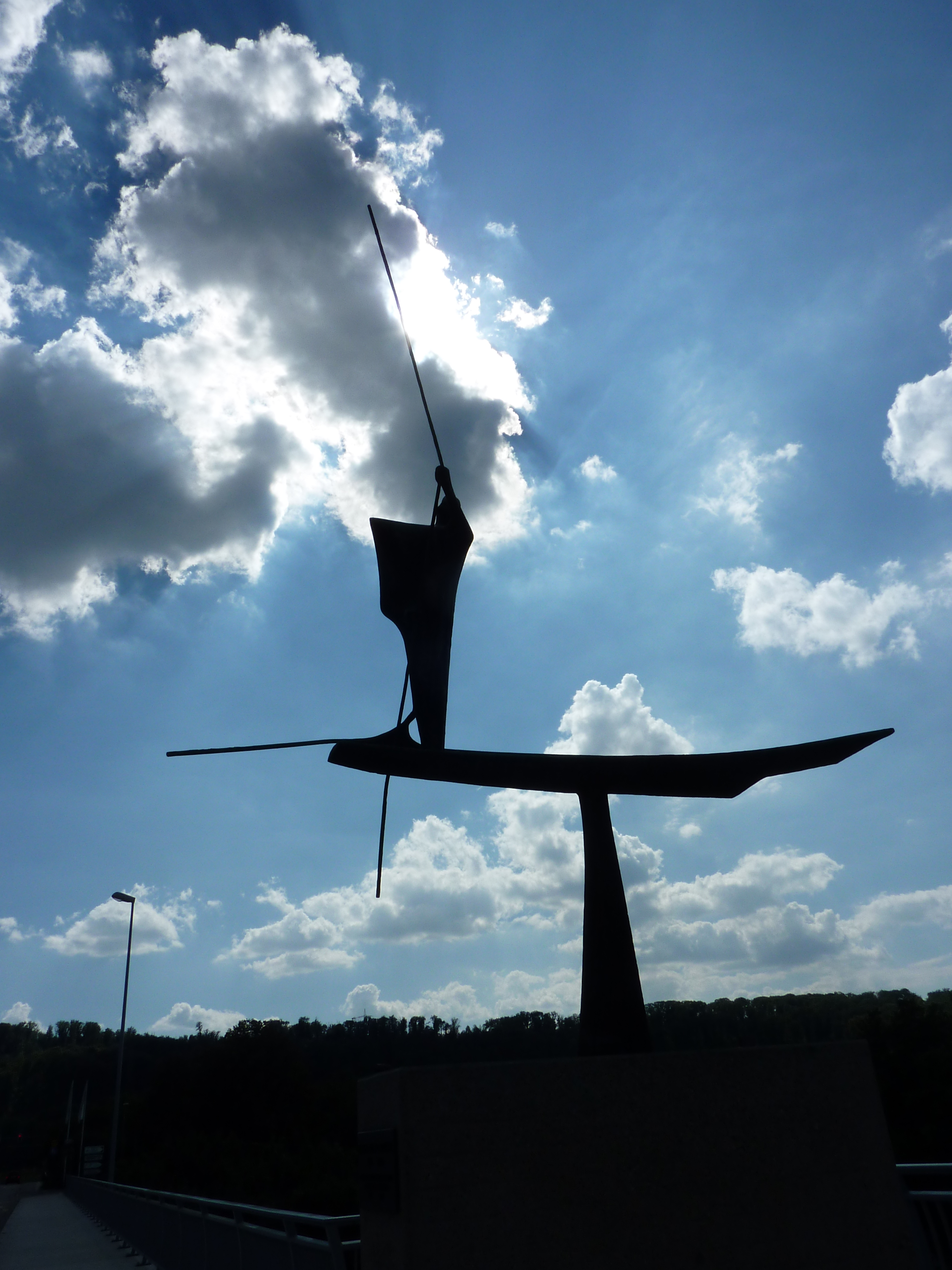
Fährmann (1956), Esslingen
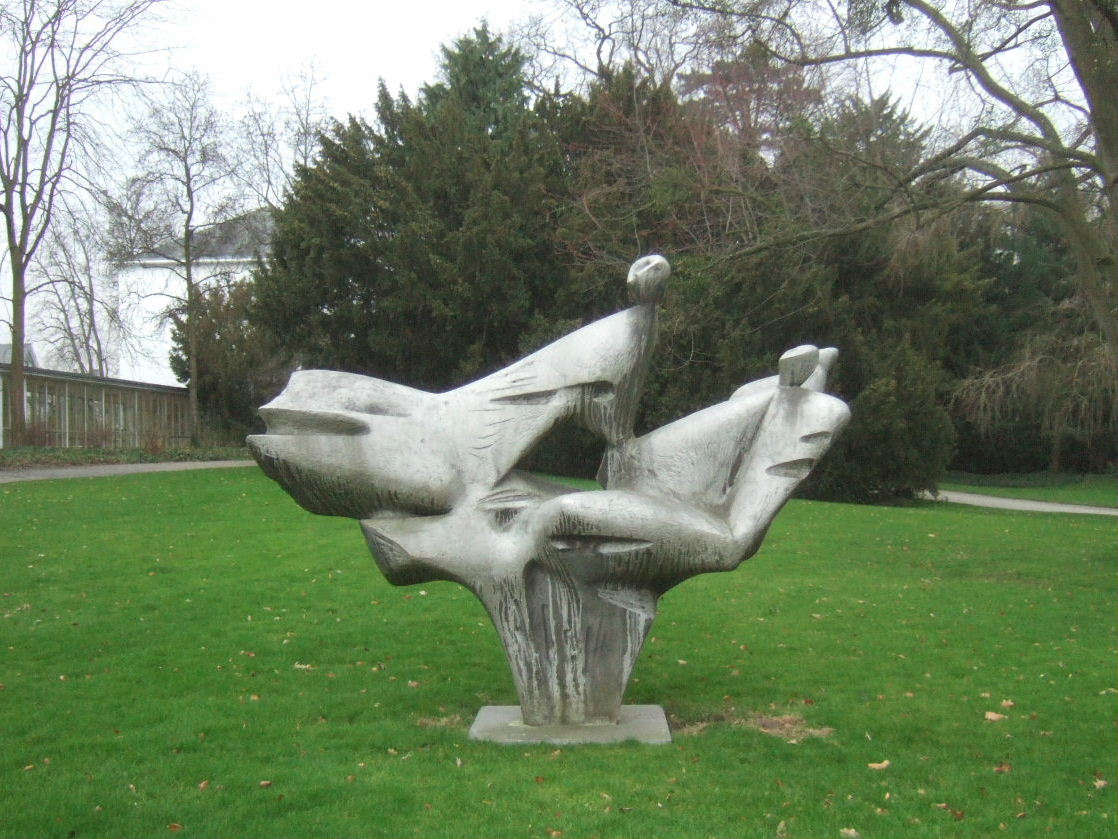
Figurenbaum (1957/58), Bonn
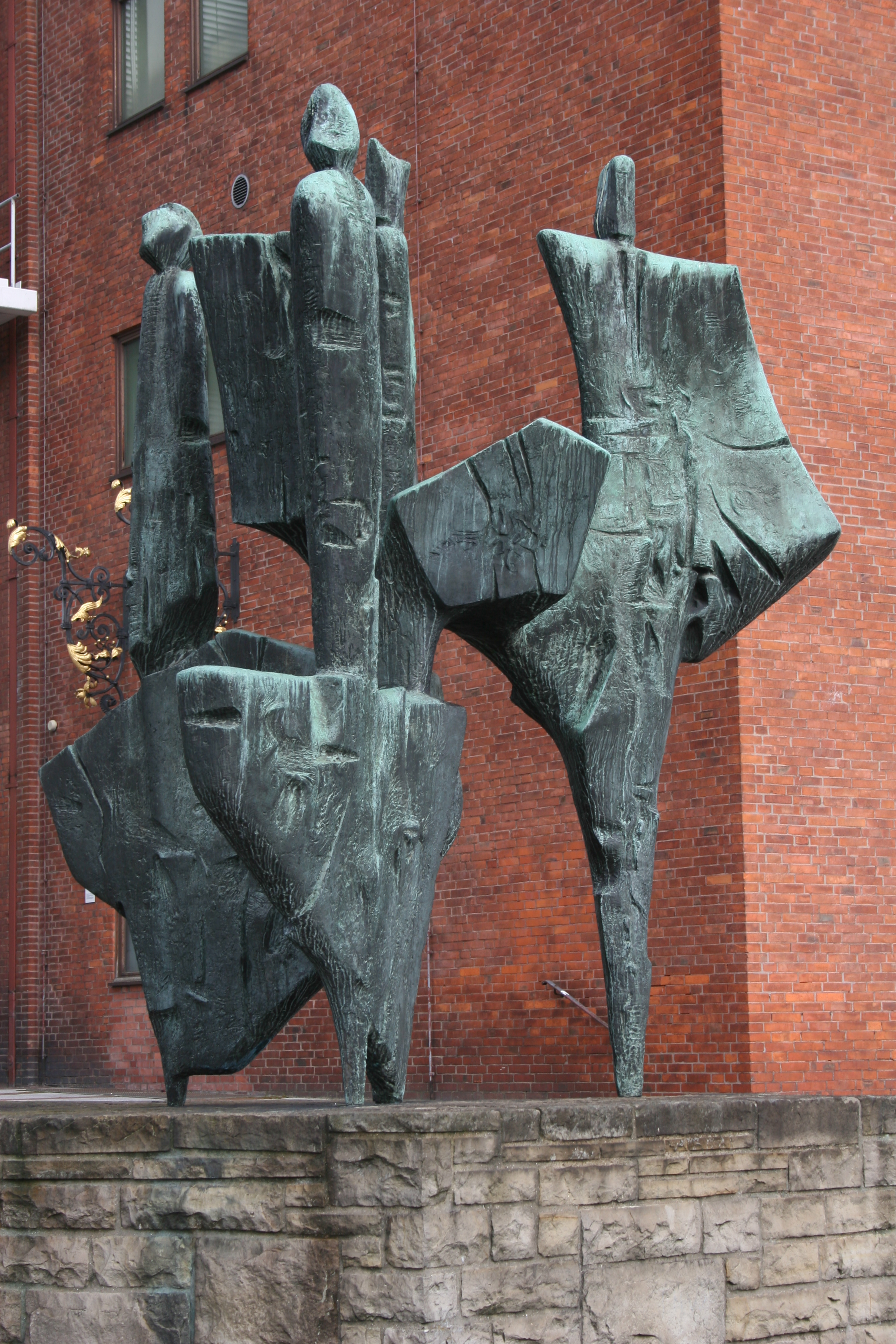
Die fünf Erdteile (1961) in Kiel
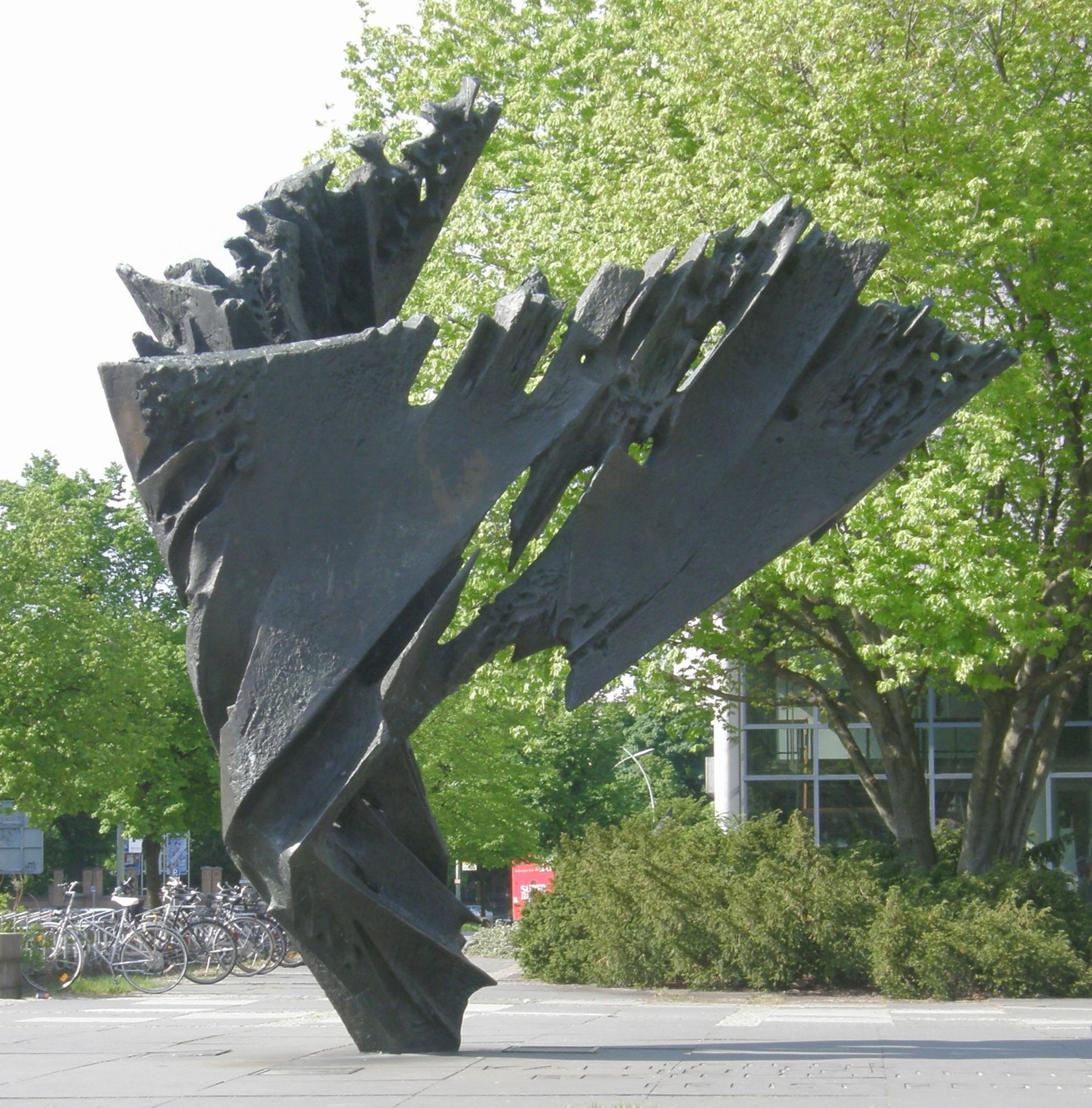
Die Flamme (1962/63), Berlijn
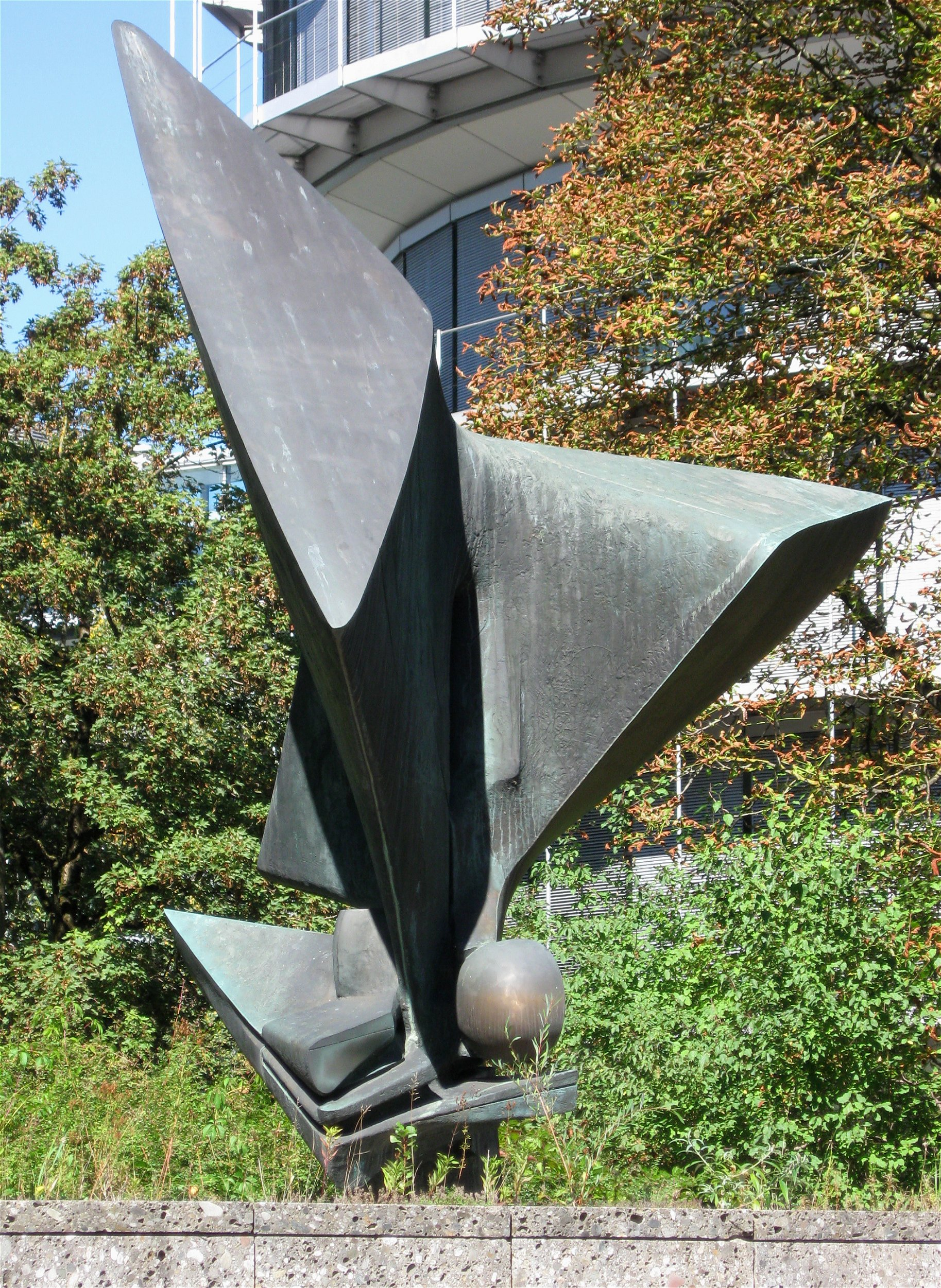
Zeichen 74 (1974), München
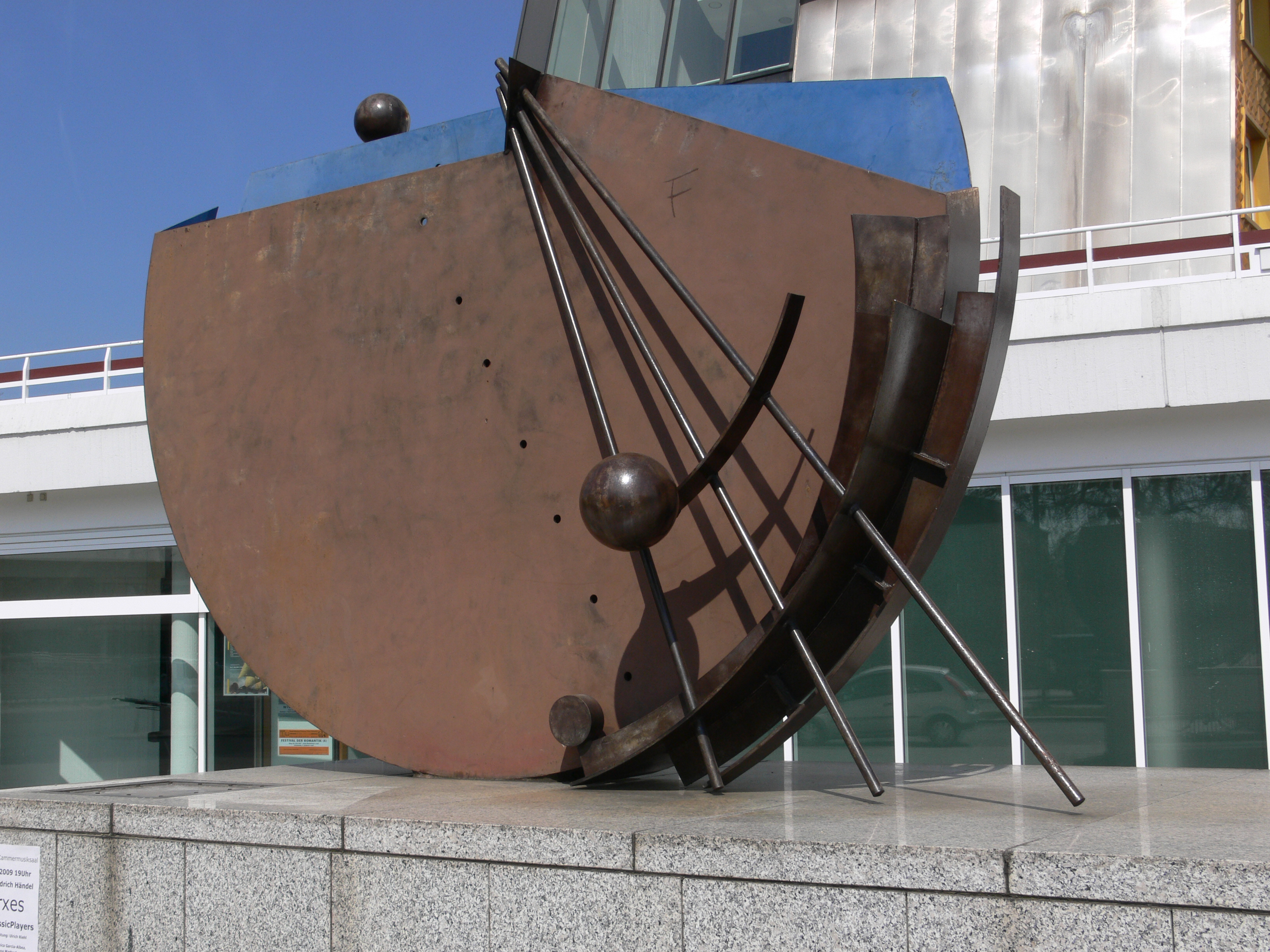
Echo I (1987), Berlijn
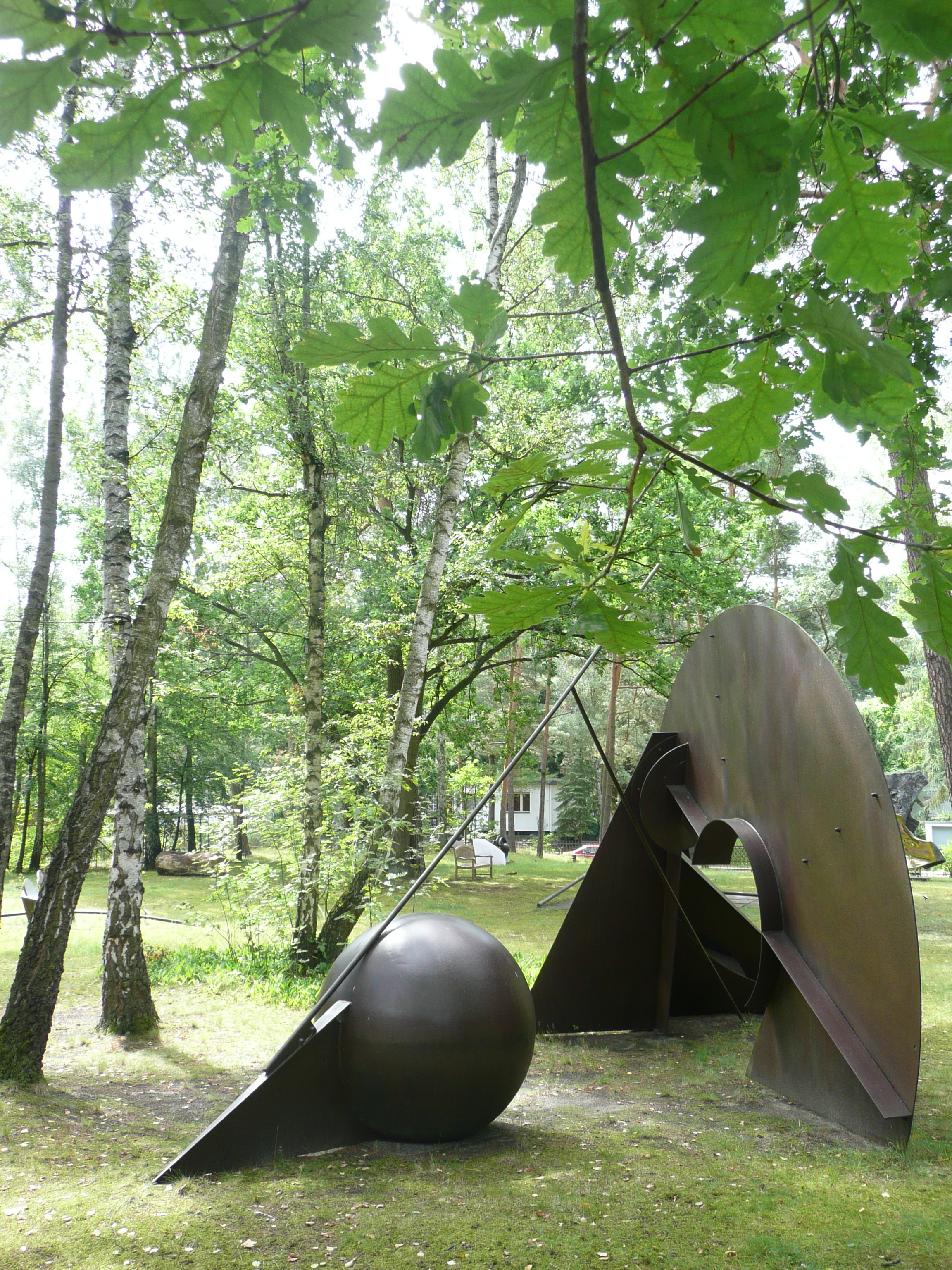
Tor der Kugel (1988/89), in Berlijn-Dahlem
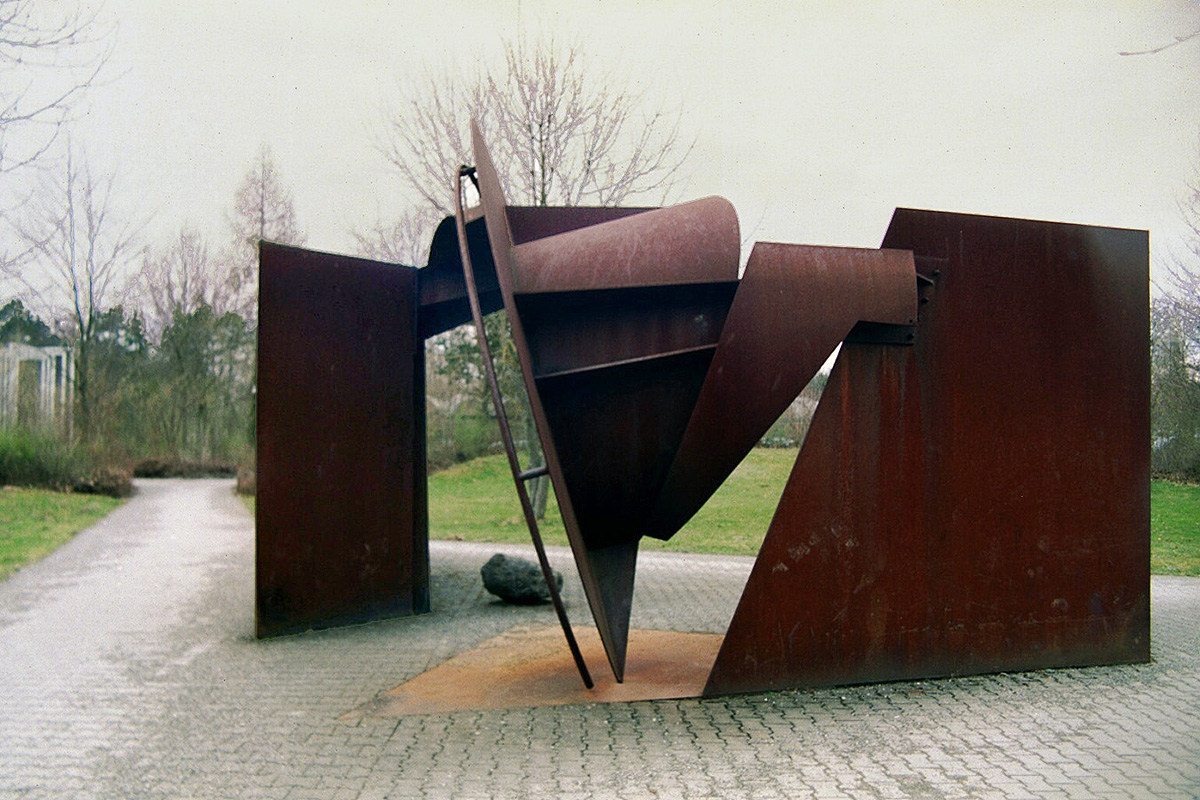
Ulmer Tor (1989) in Ulm
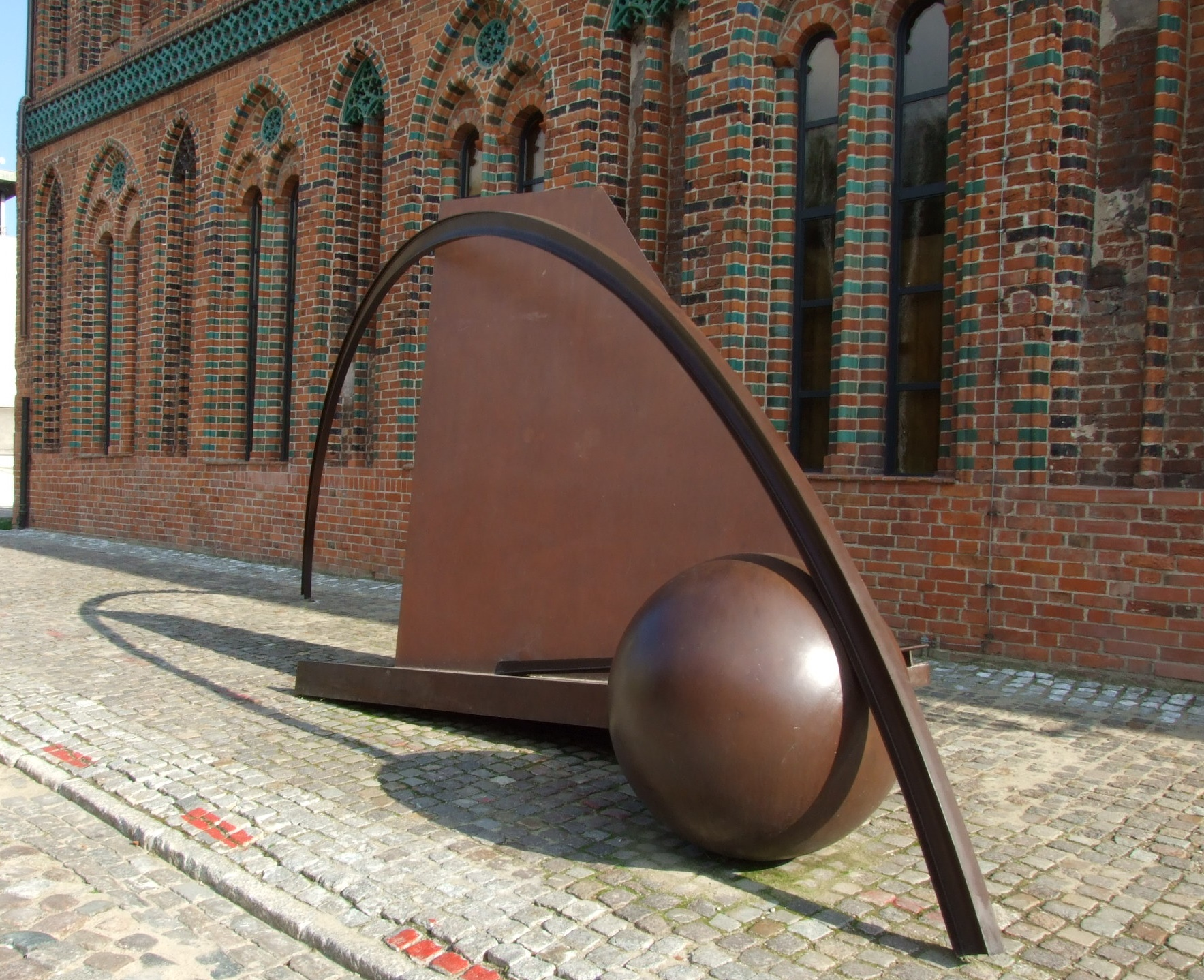
Großer Bogen (1991) in Szczecin